# Jayco-AIS
L'equip Jayco-AIS, (codi UCI: JAI) va ser un equip ciclista professional australià de categoria Continental. Va competir amb els professionals de 2006 a 2012 i servia de trampolí per a la majoria de joves ciclistes australians.
Actualment es dedica a amateurisme amb el nom de Jayco-AIS World Tour Academy, on hi militen ciclistes com Alexander Edmondson, Robert Power o Miles Scotson.

## Principals victòries
- Gran Premi della Liberazione: Matthew Goss (2006)
- Trofeu Alcide De Gasperi: Matthew Lloyd (2006)
- Tour de Tasmània: Cameron Meyer (2007)
- Volta al Japó: Cameron Meyer (2008)
- Tour de Berlín: Travis Meyer (2008)
- Trofeu Ciutat de San Vendemiano: Simon Clarke (2008)
- Tour de Wellington: Travis Meyer (2008), Jay Mccarthy (2012)
- Volta a Eslovàquia: Leigh Howard (2009)
- Chrono champenois: Luke Durbridge (2011), Rohan Dennis (2012)
- Trofeu Banca Popolare di Vicenza: Richard Lang (2011), Jay Mccarthy (2012)
- Volta a Turíngia: Rohan Dennis (2012)

### Grans Voltes
- Tour de França
  - 0 participacions
- Giro d'Itàlia
  - 0 participacions
- Volta a Espanya
  - 0 participacions

## Classificacions UCI
L'equip participava en les proves dels circuits continentals i principalment en les curses del calendari de l'UCI Oceania Tour i UCI Àsia Tour. Aquesta taula presenta les classificacions de l'equip als circuits, així com el seu millor corredor en la classificació individual.
UCI Amèrica Tour
| Temporada | Classificació per equips | Millor ciclista en la classificació individual |
| --------- | ------------------------ | ---------------------------------------------- |
| 2006      | 28è                      | Wesley Sulzberger (289è)                       |

UCI Àsia Tour
| Temporada | Classificació per equips | Millor ciclista en la classificació individual |
| --------- | ------------------------ | ---------------------------------------------- |
| 2006      | 18è                      | Daniel McConnell (92è)                         |
| 2007      | 26è                      | Nicholas Sanderson (101è)                      |
| 2008      | 13è                      | Cameron Meyer (48è)                            |
| 2009      | 29è                      | Leigh Howard (91è)                             |
| 2010      | 16è                      | Michael Matthews (18è)                         |

UCI Europa Tour
| Temporada | Classificació per equips | Millor ciclista en la classificació individual |
| --------- | ------------------------ | ---------------------------------------------- |
| 2006      | 46è                      | Matthew Goss (72è)                             |
| 2007      | 71è                      | Simon Clarke (177è)                            |
| 2008      | 46è                      | Simon Clarke (74è)                             |
| 2009      | 61è                      | Jack Bobridge (153è)                           |
| 2010      | 53è                      | Michael Matthews (99è)                         |
| 2011      | 40è                      | Luke Durbridge (146è)                          |
| 2012      | 24è                      | Rohan Dennis (42è)                             |

UCI Oceania Tour
| Temporada | Classificació per equips | Millor ciclista en la classificació individual |
| --------- | ------------------------ | ---------------------------------------------- |
| 2006      | 2n                       | Wesley Sulzberger (7è)                         |
| 2007      | 3r                       | Wesley Sulzberger (5è)                         |
| 2008      | 1r                       | Travis Meyer (2n)                              |
| 2009      | 16è                      | Michael Matthews (39è)                         |
| 2010      | 1r                       | Michael Matthews (1r)                          |
| 2011      | 1r                       | Richard Lang (1r)                              |
| 2012      | 1r                       | Nick Aitken (1r)                               |